# Batalha do Rio Kalka
A batalha do Rio Kalka, ocorrida no dia 31 de maio de 1223, foi o primeiro confronto militar entre os exércitos mongóis de Gengis Cã (apesar de este não ter participado pessoalmente da batalha) e os guerreiros eslavos orientais. Foi travada às margens do rio Kalka, numa área entre as atuais Donetsk e Mariupol.

## Antecedentes
No começo de 1223, os exércitos mongóis liderados por Subedei e Jebe Noyon, após passarem pelo norte do Irã e atravessar o Cáucaso, alcançaram as estepes ocupadas pelos nômades quipchacos. Jonas da Cumânia, solicitou ajuda de genro, Mistislau, o Audaz de Galícia, dizendo: "Hoje eles nos aniquilam, e amanhã será a vez de vocês". Muitos outros príncipes, dentre eles Mistislau III de Quieve, juntaram suas forças com aliados quipchacos em Quieve e navegou pelo rio Dniepre. Do lado eslavo não havia unidade, já que os príncipes eram rivais políticos e cada um queria obter o comando supremo sobre o exército.
Os mongóis enviaram embaixadores para os príncipes eslavos propondo paz. Eles procuraram Mistislau e seu exército para deixá-los com os quipchacos e prometeram não atacar as terras eslavas. Porém Mistislau estava confiante de sua vitória e matou os embaixadores. O príncipe então espiou uma guarnição avançada dos mongóis e por 8 dias os perseguiram até que alcançaram o rio Kalka.

## A batalha
Ao todo as forças eslavas (contando com seus aliados quipchacos) contavam com 80 mil homens, enquanto que os mongóis tinham 25 mil, porém com um exército muito mais organizado e disciplinado que o adversário. As forças de Mistislau de Quieve, que escolheram cruzar o rio, foram atacadas e sitiadas em seu campo pelo grupo principal da horda mongol. Os aliados quipchacos recuaram em desordem, porém Mistislau, o Audaz continuou firme. O campo foi assaltado durante três dias, e finalmente tomado. Não houve piedade para com o exército derrotado. Seis príncipes foram feitos prisioneiros, e do exército original apenas uma dezena escapou para retornar a Quieve, liderada por Mistislau, o Audaz. Após o banquete da vitória os mongóis partiram para leste, juntando-se a Gengis Cã em suas campanhas na Ásia Central e na China.

## Conclusão
A batalha do Rio Kalka é habitualmente vista como uma catástrofe no processo de desintegração da Rússia de Quieve. Porém isso apenas acelerou ainda mais tal processo já em andamento, e os comandantes mongóis não estavam interessados em conquistar a Rússia naquele momento. Gengis Cã viu tal missão como uma mera expedição de reconhecimento para um futuro ataque, melhor e ainda mais devastador. Sob a liderança de Batu Cã e ainda novamente a presença de Subedei os mongóis voltariam em 1237 para enfim conquistar os principados russos.